# Bränneriet Kronan
Bränneriet Kronan skapades av Lars Nilsson och producerade kryddat brännvin i Luleå. Bränneriet var beläget på Kronanområdet, före detta området för LV7. Produkterna som fanns till försäljning genom Systembolaget var Krutrök, Bothnia, Fabrikör Nilssons Akvavit, Skvattrambrännvin samt Pure Arctic Gin.
Företaget lades ner 2004.